# EA Wachholz
EA Wachholz, vollständig Eckhart-Alexander Wachholz (* 3. April 1945 in Seilershof; † 14. Dezember 2023) war ein deutscher Schauspieler, Autor, Regisseur und Maler.

## Werdegang
Zunächst nahm Wachholz Schauspielunterricht in Berlin und Hamburg, volontierte darauf bei Boleslav Barlog am Berliner Schillertheater und ging später nach New Jersey, Paris und Tokio, um seine Ausbildung abzuschließen.
Einem breiten Publikum wurde er durch die Rolle des Enno Pritzwalk in der ARD-Vorabendserie Marienhof bekannt, in der er vom 13. Oktober 1992 bis 30. März 1993 zu sehen war. Es folgten mehrere Engagements in Fernsehproduktionen. Wachholz war sowohl in mehreren Fernsehserien wie Forsthaus Falkenau und Um Himmels Willen als auch in Krimis wie Balko, SOKO 5113 oder Die Rosenheim-Cops zu sehen. Zudem spielte er in mehreren Kinoproduktionen, u. a. in den ausländischen Filmprojekten Wer war Kafka? und Hostile Waters.
Ab den 2000er Jahren beschäftigte sich Wachholz überdies verstärkt mit der Malerei und dem Buddhismus. Er war unter dem buddhistischen Namen Sherab Gyamptso als Maler von Aquarellen tätig, die er vorrangig über das Internet vertrieb.

## Filmografie

### Kino
- 1993: Stalingrad (als Pfarrer Renner)
- 1993: Ludwig 1881 (als Erfinder von Siemens)
- 1997: Die Drehtür (Kurzfilm) (als Onkel Jens)
- 1997: Im Fahrwasser des Todes (als Martinov)
- 1999: Musical Man (Kurzfilm) (als neuer Vorgesetzter)
- 1999: Als es Nacht wurde in Deutschland (Kurzfilm) (als Dr. Klassen)
- 2000: Holz (Kurzfilm)
- 2006: Wer war Kafka? (als Max Brod)
- 2007: FourAct Play (Kurzfilm) (als Mitch Rathbone)
- 2012: Der Uhrmacher (Kurzfilm) (als Uhrmacher)

### Fernsehen
- 1992: Neptun und Isolde
- 1992–1993: Marienhof (als Enno Pritzwalk)
- 1992: Forsthaus Falkenau – Der Schützenkönig (als Tscheche)
- 1993: Grüß Gott, Genosse
- 1994: Lutz & Hardy – Das Sandmännchen-Experiment
- 1995: Schwurgericht – Die verschollene Akte (als Karl-Heinz Ohlhauer)
- 1995: Alle meine Töchter – Sturmwarnung (als Apotheker Muckeder)
- 1996: Auf Achse – Goldsöhnchen
- 1996: Der Mann ohne Schatten – Die Wahrheit wissen nur die Toten
- 1996: Ärzte – Dr. Schwarz und Dr. Martin: Schicksale
- 1997: Mord im Schlachthof (als Karl-Heinz Ohlhauer)
- 1998: Babyraub – Kinder fremder Mächte (als Dr. Sanitarium)
- 1998: Glatteis (als Büttgenbach)
- 1998: Balko – Knastkoller (als Stratmann)
- 1998: Aus heiterem Himmel – Kindersegen (als Dr. Staudt)
- 1999: SOKO 5113 – Abschiedsfeier (als Dr. Rückert)
- 1999: Bittere Unschuld
- 1999: Die Straßen von Berlin – CQ 371
- 2000: Aeon – Countdown im All
- 2001: Romeo
- 2001: Sinan Toprak ist der Unbestechliche – Tödliches Erbe (als Dr. Meyrhofer)
- 2001: Die Tochter des Kommissars
- 2002: Der Mann von nebenan (als Arzt im Krankenhaus)
- 2003: Um Himmels Willen – Gefahrenzone (als Direktor Graupel)
- 2003: Männer häppchenweise (als Serienmörder)
- 2003: Bei aller Liebe (als Generalstaatsanwalt Knauer)
- 2005: Mit Herz und Handschellen – Der Kronzeuge (als Schlosser)
- 2007: Die Rosenheim-Cops – Ein mörderischer Geschmack (als Dr. Fred Halmer)
- 2008: Remarque – Sein Weg zum Ruhm (als Herr Ullstein)
- 2012: Der Alte – Mord unter Brüdern (als Pater Johannes)